# Lennart Lind
Gustaf Lennart Lind (ur. 24 czerwca 1893 w Porvoo, zm. 6 sierpnia 1961) – zapaśnik reprezentujący Finlandię. Olimpijczyk ze Sztokholmu 1912, gdzie zajął szesnaste miejsce w wadze półciężkiej.

## Letnie Igrzyska Olimpijskie 1912
| Konkurencja             | Rundy eliminacyjne         | Rundy eliminacyjne  | Klas. końcowa |
| Konkurencja             | Przeciwnik I               | Przeciwnik II       | Miejsce       |
| ----------------------- | -------------------------- | ------------------- | ------------- |
| 82,5 kg styl klasyczny. | Sigurjón Pétursson (ISL) P | Oreste Arpè (ITA) P | 16.           |